# Maria Pavlova
Maria Vasilievna Pavlova (em russo: Мария Васильевна Васильевна Павльевна Павлова; nascida Gortynskaia (Гортынская); 26 de junho de 1854 — 23 de dezembro de 1938) foi uma paleontóloga soviética e da Rússia Imperial, conhecida por sua pesquisa de fósseis de mamíferos e pelos esforços em estabelecer um Museu de Paleontologia na Universidade Estatal de Moscou.

## Biografia
Maria Vasillievna Gortynskaia nasceu em Kozelets, na Ucrânia em 1854. Ela foi educada em casa até 1865, e posteriormente, no Instituto Kiev de Donzelas Nobres até 1870. Após um curto casamento, seu marido Illich-Shishatskaya morreu, e ela se mudou para Paris a fim de estudar em 1880. Ela estudou uma série de assuntos de história natural e realizou pesquisas no Museu Nacional de História Natural sob orientação do professor Albert Gaudry em Paris. Depois de se formar na Sorbonne Université em 1884, voltou para a Rússia e casou-se com o geólogo e paleontólogo Alexei P. Pavlov, o qual ela conhecera em Paris.

### Carreira
Pavlova inicialmente estudou as coleções geológicas do museu na Universidade Estatal de Moscou, trabalhando sem pagamento. Ela parou de enviar papéis sobre amonites do Cretáceo Inferior da região de Volga para pesquisar sobre mamíferos do Terciário. Estudou a evolução deles, usando dados coletados na Rússia, Europa Ocidental e América. Seu trabalho chegou a uma audiência internacional. Estudou mamíferos ungulados e proboscídeos. Em 1894 ela estava trabalhando com mastodontes russos. 
Em 1897, Pavlova foi uma das duas únicas mulheres convidadas a se juntar à Comissão Organizadora e às apresentações do Congresso Geológico Internacional (IGC) realizado em São Petersburgo, na Rússia pela primeira vez. Em 1899, ela publicou Fossil Elephants. Ela descrevia grupos separados de mamíferos fósseis e faunas completas. Seu extenso trabalho em descrever e traçar as linhas genéticas de diversos mamíferos, baseados em coleções do museu paleontológico na Universidade Estatal de Moscou, levou-o a ser nomeado em homenagem a ela em 1926, como reconhecimento de sua pesquisa.
Maria Vasilievna Pavlova morreu em 23 de dezembro de 1938 em Moscou e foi enterrada no Cemitério Novodevichy.